# Mudd Club

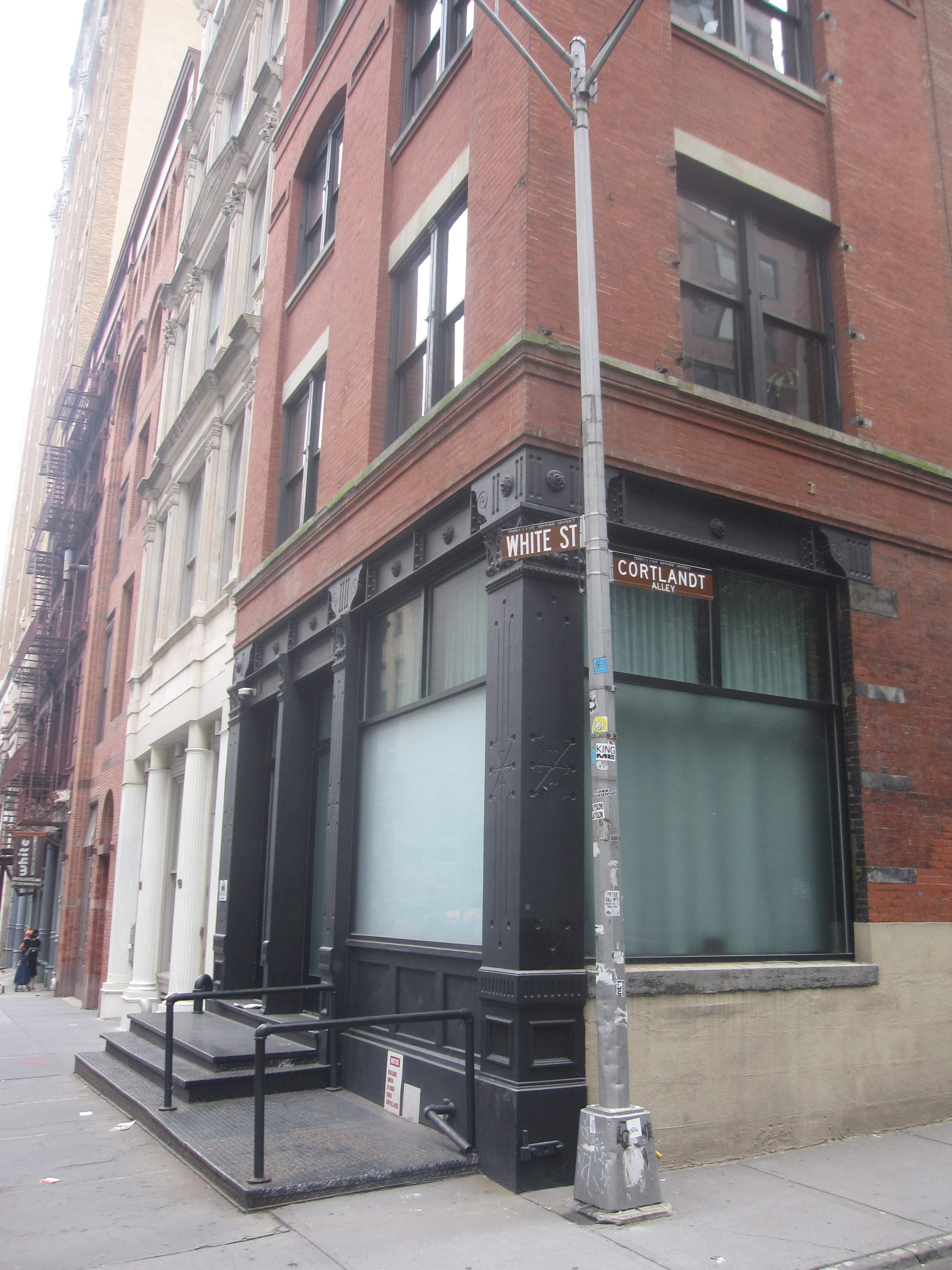
Budova, v níž se klub nacházel

Mudd Club byl hudební klub, který se nacházel v newyorské oblasti TriBeCa. Nacházel se v ulici 77 White Street. Klub v roce 1978 založili Steve Mass, kurátor Diego Cortez a Anya Phillips. Svůj název dostal podle Samuela Mudda. V klubu vystupovalo velké množství významných púředstavitelé newyorské undergroundové scény, jako byli například John Cale, Lou Reed či skupina The Del-Byzanteens, v níž vystupoval pozdější filmový režisér Jim Jarmusch. Hudebník Frank Zappa nahrál píseň pojmenovanou podle tohoto klubu a vydal jí na svém albu You Are What You Is (1981). Klub byl uzavřen v roce 1983.